# Petinomys sagitta
Petinomys sagitta är en däggdjursart som först beskrevs av Carl von Linné 1766.  Petinomys sagitta ingår i släktet Petinomys och familjen ekorrar. IUCN kategoriserar arten globalt som otillräckligt studerad. Inga underarter finns listade i Catalogue of Life.
Denna flygekorre är omstridd som art. Efter den första beskrivningen av Carl von Linné med hjälp av ett exemplar från Java har inga nya individer hittats. Kanske tillhörde individen arten Petinomys genibarbis. Som habitat antas tropiska skogar i låglandet.
Oberoende av denna oklarhet var dessa individer som beskrevs av Linné och som förvaras i Naturhistoriska riksmuseet i Stockholm samt i Evolutionsmuseet i Uppsala de första flygekorrar som fick ett vetenskapligt namn enligt den moderna nomenklaturen.